# Anderson Roberto da Silva Luiz
Anderson Roberto da Silva Luiz (født 1. februar 1978) er en tidligere brasiliansk fodboldspiller.